# Rejs Misi II przez Zalew Wiślany
Rejs Misi II przez Zalew Wiślany – historyczny, precedensowy rejs jachtu Misia II, który odbył się w dniach 22-24 czerwca 1990 na trasie Elbląg – Zalew Wiślany – Cieśnina Piławska – Gdynia. Był pierwszym po 1945 cywilnym rejsem polskiego jachtu przez wody Zalewu Wiślanego należące do ZSRR i Cieśninę Piławską.

## Geneza

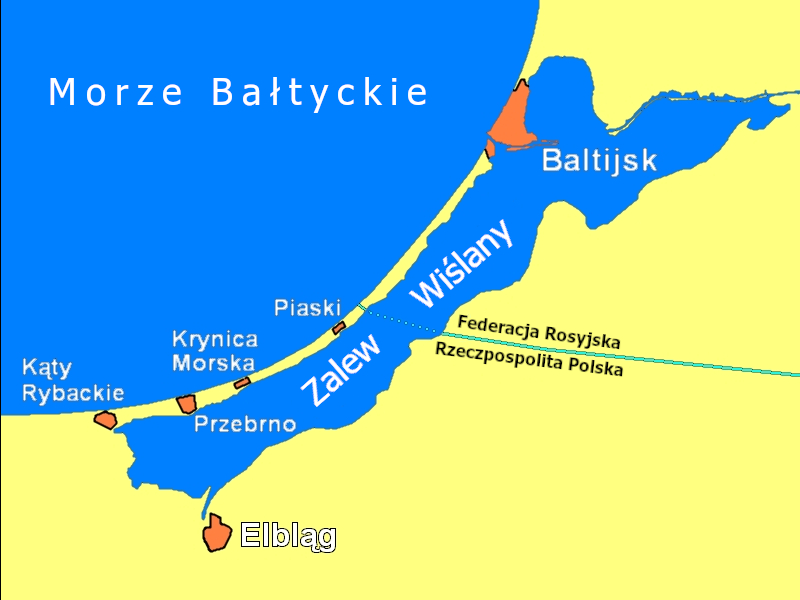
Zalew Wiślany i Cieśnina Piławska (w górnej części)

Na mocy uchwał Konferencji Poczdamskiej z 1945 Zalew Wiślany został podzielony granicą państwową Polski i ZSRR. W związku z tym, że podczas konferencji w Poczdamie nie wyznaczono precyzyjnie granicy, tylko tymczasową linię położoną na północ od obecnego Braniewa i Gołdapi (granica miała być ustalona na przyszłej konferencji pokojowej, która nie nastąpiła) Rosjanie jednostronnie ukształtowali granicę m.in. dzieląc pomiędzy dwa państwa Mierzeję Wiślaną, której na konferencji w Poczdamie nie wymieniono. Wprowadzony stan został usankcjonowany dwustronną Umową o granicy państwowej z 16 sierpnia 1945 r. Do tej umowy dołączono niepublikowany do 1990 protokół, w którym strona sowiecka zezwoliła na żeglugę polskich statków handlowych do Elbląga w czasie pokoju. W późniejszej praktyce często nie było to respektowane, w związku z wojskowym charakterem Obwodu królewieckiego, a Polska nie domagała się realizowania prawa do żeglugi.

## Rejs
W nawiązaniu do zapisów protokołu z 1990 roku, w środowisku elbląskich żeglarzy powstał pomysł przepłynięcia jachtem z Elbląga na wody Zatoki Gdańskiej przez Cieśninę Piławską. O inicjatywie tej powiadomiono konsula generalnego ZSRR w Gdańsku, Wadima Muckiego, który podczas konferencji prasowej powiadomił, że zgadza się z ministrem Krzysztofem Skubiszewskim w zakresie zezwolenia na pokojową żeglugę, zgodnie z umową z 1945 i protokołem z 1990.
W związku z brakiem przeszkód prawnych, rejs rozpoczął się w piątek 22 czerwca 1990 o godzinie 20:30. Jacht typu Szmaragd Misia II z Wodnego Ogniska TKKF Zamechu Elbląg wyruszył z elbląskiego portu w kierunku Fromborka, gdzie dotarł na umówioną odprawę w WOP o godzinie 5:00 (sobota). Na sowiecką część Zalewu Wiślanego jednostka wpłynęła o godzinie 7:50. Załoga odśpiewała wówczas Hymn Polski. Pod prawym salingiem wywieszony był proporzec Solidarności. Niezwłocznie po wejściu na wody ZSRR do jachtu podpłynęły sowieckie kuter i motorówka (według innych źródeł były to łódź patrolowa z armatkami i ślizgacz). Jednostki te opłynęły polski jacht. Żadna z nich nie odpowiedziała na honory oddane biało-czerwoną banderą. Dwaj marynarze z trzyosobowej załogi motorówki zdecydowali się na drobny i nieśmiały, nieformalny gest przyjaźni. Stalowa sieć graniczna z pławami była tego dnia otwarta na szerokości około trzystu metrów, jednak nie ma danych potwierdzających, czy było to otwarcie na okoliczność tego rejsu. Przez radio UKF nie udało się nawiązać z kimkolwiek jakiejkolwiek łączności. Nawigacja nie sprawiła załodze większych trudności, mimo mijanych wraków i częściowego braku zgodności stanu faktycznego z brytyjską mapą Zalewu z lat 70. XX wieku. 
O godzinie 10:40 jacht wszedł w Cieśninę Piławską i minął Bałtyjsk. O godzinie 11:00 jednostka opuściła Cieśninę i obrała kurs na Gdynię (otwarto wtedy szampana), do której przypłynęła w niedzielę 24 czerwca 1990, znacznie wcześniej, niż o planowanej godzinie 12:00, mimo że na Zatoce zastał ją krótki ale intensywny sztorm. W związku z tym jacht poczekał na redzie, by wejść punktualnie do basenu gen. Mariusza Zaruskiego. Jacht przywitali liczni widzowie i dziennikarze.
W niedługim czasie ponowną próbę przepłynięcia tym szlakiem podjął kapitan Jacek Foremski na jachcie Wezyr z YKP Gdynia. W tym jednak przypadku jednostki sowieckie zablokowały wejście na wody Zalewu Wiślanego należące do ZSRR. Podobnie zakończyło się drugie podejście, w kilka godzin później. Efektem tego było wystąpienie przez Kaszubską Brygadę WOP z inicjatywą uregulowania kwestii żeglugowych ze stroną sowiecką i nadanie zapisom jednoznacznych interpretacji.

## Załoga
Załogę Misi II stanowili: Henryk Malentowicz (kapitan), Florian Romanowski (I oficer), Henryk Fall (II oficer), Jacek Zasada (III oficer), dziennikarz Tadeusz Jabłoński i poseł Edmund Krasowski (inicjator przedsięwzięcia), który przed rejsem poprosił ówczesnego ministra spraw zagranicznych, Krzysztofa Skubiszewskiego, by w razie zatrzymania przez Rosjan, zgodnie z prawem międzynarodowym interweniował u odpowiednich władz.